# Nokia 5300
Il Nokia 5300 è un telefono cellulare prodotto dalla Nokia, lanciato nel quarto trimestre del 2006. Fa parte della serie XpressMusic, una linea dedicata agli appassionati di musica, e rappresenta una versione rivisitata e potenziata del Nokia 5200.

## Caratteristiche principali
- Design: il Nokia 5300 presenta un design slider compatto con dimensioni di 92,4 x 48,2 x 20,7 mm e un peso di 106,5 grammi. Era disponibile in diverse combinazioni di colori, tra cui bianco-rosso, bianco-blu e bianco-grigio.
- Display: è dotato di un display TFT da 2,1 pollici con una risoluzione di 240 x 320 pixel, in grado di visualizzare fino a 262.144 colori.
- Fotocamera: dispone di una fotocamera posteriore da 1,3 megapixel con zoom digitale 8x, che consente di scattare foto con una risoluzione massima di 1280 x 1024 pixel e di registrare video in formato QCIF.
- Memoria: la memoria interna è di 5 MB, espandibile tramite schede microSD fino a 2 GB, permettendo l'archiviazione di brani musicali, foto e altri file.
- Connettività: supporta le reti GSM 850/900/1800/1900 MHz e offre connettività GPRS, EDGE, Bluetooth 2.0 con A2DP, infrarossi e una porta mini-USB 2.0 per la sincronizzazione con il PC tramite il software Nokia PC Suite.
- Funzionalità musicali: essendo parte della serie XpressMusic, il Nokia 5300 è dotato di tasti dedicati per il controllo della riproduzione musicale, supporta vari formati audio tra cui MP3, M4A, AAC, e WMA, e dispone di una radio FM stereo con RDS.
- Batteria: è alimentato da una batteria BL-5B da 820 mAh, che garantisce un'autonomia adeguata per l'uso quotidiano.

Il Nokia 5300 ha rappresentato un dispositivo versatile e popolare nel suo periodo, combinando funzionalità multimediali avanzate con un design compatto e colorato.